# Hapalomus terrestris
Hapalomus terrestris är en rundmaskart som beskrevs av Lorenzen 1969. Hapalomus terrestris ingår i släktet Hapalomus och familjen Desmoscolecidae. Inga underarter finns listade i Catalogue of Life.